# Borolia extincta
Borolia extincta là một loài bướm đêm trong họ Noctuidae.